# Hasanpur
Hasanpur är en ort i Indien.   Den ligger i distriktet Jyotiba Phule Nagar och delstaten Uttar Pradesh, i den norra delen av landet, 100 km öster om huvudstaden New Delhi. Hasanpur ligger 211 meter över havet och antalet invånare är 57 481.
Terrängen runt Hasanpur är mycket platt. Runt Hasanpur är det tätbefolkat, med 570 invånare per kvadratkilometer. Hasanpur är det största samhället i trakten. Trakten runt Hasanpur består till största delen av jordbruksmark.